# De dood of de gladiolen (uitdrukking)
De dood of de gladiolen is een Nederlandstalige uitdrukking. De betekenis is "alles of niets", "erop of eronder" – ofwel: "ik waag het erop; ik overwin (de gladiolen) of het wordt het ultieme verlies (de dood)".

## Oorsprong
De herkomst van de uitdrukking is onbekend. De Nederlandse Taalunie veronderstelt dat de oorsprong wellicht in de wielersport ligt. Bij wielrenwedstrijden wordt van oudsher aan de overwinnaar regelmatig een bos gladiolen gegeven.
Op de website delpher.nl komt de uitdrukking voor het eerst voor op 13 mei 1971 in een sportartikel in dagblad De Nieuwe Limburger, met als kop: "Wim Schepers: 'Het wordt de dood of de gladiolen ...'". Daarin wordt de wielrenner Schepers geciteerd, die over zijn aanvalsplan in de Vuelta opmerkt: "Het wordt óf de dood, óf de gladiolen ..."
De uitdrukking werd al dan niet in aangepaste vorm in latere jaren gebruikt door wielrenner Gerrie Knetemann, ploegleider Peter Post ("...ik rij me dood, of ik pluk de gladiolen") en voetbaltrainer Louis van Gaal ("Tod oder die Gladiolen", respectievelijk: "Death or the gladioli".)

## Via Gladiola

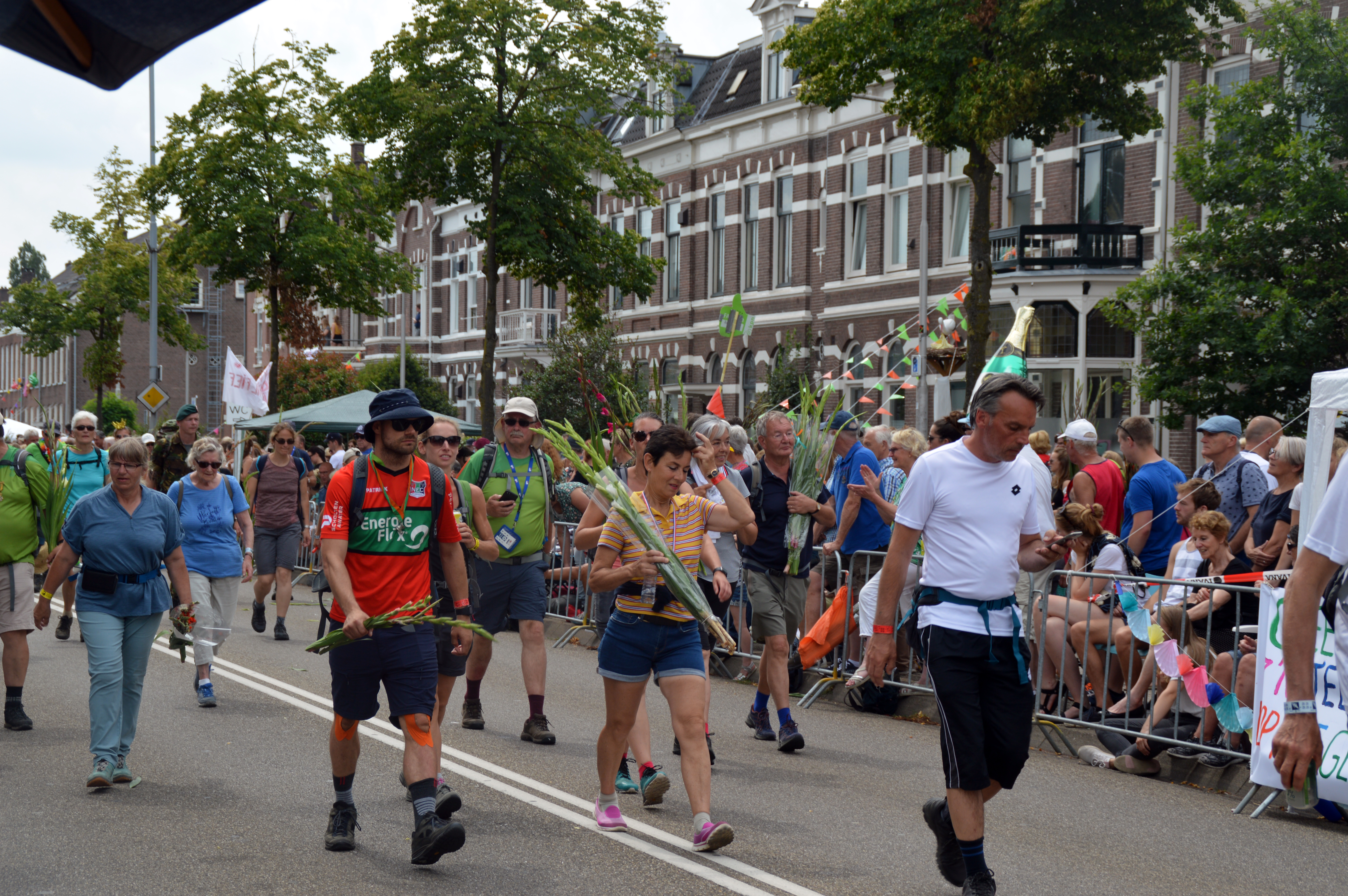
Via Gladiola, Nijmegen 2019

De uitdrukking wordt vaak gebruikt bij de Nijmeegse wandelvierdaagse. Op de laatste dag wordt het laatste gedeelte van het parcours zelfs omgedoopt tot Via Gladiola, waar de deelnemers de gelijknamige bloemen uitgereikt krijgen. Al zeker in 1933 werden bij de Nijmeegse Vierdaagse gladiolen uitgereikt, maar het is niet bekend of de uitdrukking toen al bestond.